# Sericocoma
Sericocoma es un género de  fanerógamas pertenecientes a la familia Amaranthaceae.  Comprende 25 especies descritas y de estas, solo 3 aceptadas.

## Taxonomía
El género fue descrito por Eduard Fenzl y publicado en Genera Plantarum Suppl. 2: 33. 1842. La especie tipo es: Sericocoma trichinoides Fenzl. 

## Especies aceptadas
A continuación se brinda un listado de las especies del género Sericocoma aceptadas hasta octubre de 2011, ordenadas alfabéticamente. Para cada una se indica el nombre binomial seguido del autor, abreviado según las convenciones y usos.
- Sericocoma avolans Fenzl
- Sericocoma heterochiton Lopr.
- Sericocoma pungens Fenzl